# Dziadek z przypadku
Dziadek z przypadku (ang. Grandfathered) – amerykański serial telewizyjny (sitcom) stworzony przez Daniela Chun, który został wyprodukowany przez 20th Century Fox Television oraz ABC Studios. Serial jest emitowany od 29 września 2015 roku przez FOX. W Polsce serial jest emitowany od 12 października 2015 roku przez Canal+ Seriale, a od 6 października 2016, również przez TVN 7.
Dnia 29 października 2015 FOX potwierdził zamówienie pełnego sezonu, natomiast 13 maja 2016 roku, anulowała serial po pierwszym sezonie.

## Fabuła
Serial opowiada o Jimmym, kawalerze, który jednocześnie dowiaduje się, że jest ojcem, ale też dziadkiem. To wydarzenie wywraca jego życie do góry nogami.

## Obsada

### Główna
- John Stamos jako James "Jimmy" Martino[6], 51-letni wieczny kawaler, atrakcyjny i wygadany kobieciarz
- Josh Peck jako Gerald E. Kingsley[7], 25-letni syn Jamesa i Sary oraz świeżo upieczony ojciec kilkumiesięcznej Edie
- Paget Brewster jako Sara Kingsley[8], matka Geralda i była dziewczyna Jamesa
- Christina Milian jako Vanessa[9], matka wnuczki Jamesa i Sary
- Kelly Jenrette jako Annelise Wilkinson[10], prawa ręka Jamesa w jego restauracji i lesbijka
- Ravi Patel jako Ravi Gupta[11], szef kuchni w restauracji Jamesa
- Layla Golfieri / Emelia Golfieri jako Edie, wnuczka Jamesa i Sary

### Drugoplanowe role
- Andy Daly  jako Bruce[12]

### Gościnne występy
- Ravi Patel[13]
- Bob Saget[14]

## Odcinki
| Seria | Seria | Odcinki | Oryginalna emisja | Oryginalna emisja | Oryginalna emisja    | Oryginalna emisja | Oryginalna emisja |
| Seria | Seria | Odcinki | Premiera serii    | Finał serii       | Premiera serii       | Finał serii       |                   |
| ----- | ----- | ------- | ----------------- | ----------------- | -------------------- | ----------------- | ----------------- |
|       | 1     | 22      | 29 września 2015  | 10 maja 2016      | 13 października 2015 | 6 czerwca 2016    |                   |

### Sezon 1 (2015-2016)
| Nr | #  | Tytuł                     | Reżyseria         | Scenariusz                                       | Premiera FOX         | Premiera Canal+ Seriale |
| -- | -- | ------------------------- | ----------------- | ------------------------------------------------ | -------------------- | ----------------------- |
| 1  | 1  | Pilot                     | Chris Koch        | Daniel Chun                                      | 29 września 2015     | 13 października 2015    |
| 2  | 2  | Dad Face                  | Chris Koch        | Danny Chun                                       | 6 października 2015  | 20 października 2015    |
| 3  | 3  | Guys' Night               | Chris Koch        | Isaac Aptaker, Elizabeth Berger                  | 13 października 2015 | 27 października 2015    |
| 4  | 4  | Deadbeat                  | Christine Gernon  | Jeremy Bronson                                   | 20 października 2015 | 3 listopada 2015        |
| 5  | 5  | Edie's Two Dads           | Rebecca Asher     | Dave Jeser, Matt Silverstein                     | 3 listopada 2015     | 10 listopada 2015       |
| 6  | 6  | My Amal                   | Chris Koch        | Laura Krafft                                     | 10 listopada 2015    | 17 listopada 2015       |
| 7  | 7  | Sexy Guardian Angel       | Chris Koch        | Greg Lisbe, Jared Miller                         | 17 listopada 2015    | 24 listopada 2015       |
| 8  | 8  | Gerald's Two Dads         | Christine Gernon  | Sam Laybourne                                    | 24 listopada 2015    | 1 grudnia 2015          |
| 9  | 9  | Jimmy & Son               | Trent O'Donnell   | Laura Chinn                                      | 1 grudnia 2015       | 8 grudnia 2015          |
| 10 | 10 | Perfect Physical Specimen | Tristram Shapeero | Isaac Aptaker, Elizabeth Berger                  | 5 stycznia 2016.     | 26 stycznia 2016        |
| 11 | 11 | The Sat Pack              | Alex Reid         | Dan Klein                                        | 12 stycznia 2016     | 2 lutego 2016           |
| 12 | 12 | Baby Mode                 | Alex Reid         | Jhoni Marchinko, Isaac Aptaker, Elizabeth Berger | 19 stycznia 2016     | 9 lutego 2016           |
| 13 | 13 | Tableside Guacamole       | Jim Hensz         | Greg Lisbe, Jared Miller                         | 26 stycznia 2016     | 16 lutego 2016          |
| 14 | 14 | Budget Spa                | Chris Koch        | Laura Chinn                                      | 2 lutego 2016        | 23 lutego 2016          |
| 15 | 15 | The Biter                 | Stuart McDonald   | Sam Laybourne                                    | 9 lutego 2016        | 2 marca 2016            |
| 16 | 16 | Gerald Fierce             | Chris Koch        | Dan Klein                                        | 16 lutego 2016       | 9 marca 2016            |
| 17 | 17 | The Boyfriend Experience  | Rebecca Asher     | Greg Lisbe, Jared Miller                         | 23 lutego 2016       | 16 marca 2016           |
| 18 | 18 | Catherine Sanders         | John Fortenberry  | Jeremy Hall                                      | 1 marca 2016         | 23 marca 2016           |
| 19 | 19 | Some Guy I'm Seeing       | Michael McDonald  | Jeremy Bronson, Laura Krafft                     | 8 marca 2016         | 30 marca 2016           |
| 20 | 20 | Jimmy's 50th, Again       | Ken Whittingham   | Dan Fogelman, Isaac Aptaker, Elizabeth Berger    | 26 kwietnia 2016     | 23 maja 2016            |
| 21 | 21 | The Memorial              | Rebecca Asher     | Isaac Aptaker, Elizabeth Berger, Dan Fogelman    | 3 maja 2016          | 30 maja 2016            |
| 22 | 22 | The Cure                  | Chris Koch        | Jeremy Bronson, Danny Chun                       | 10 maja 2016         | 6 czerwca 2016          |

## Produkcja
24 lutego 2015 roku, stacja FOX zamówiła odcinek pilotowy.
8 maja 2015 roku stacja FOX zamówiła serial Grandfathered na sezon telewizyjny 2015/2016.